# Championnats de Hongrie d'escrime 1932
Navigation
Édition précédente Édition suivante
Les championnats de Hongrie d'escrime 1932 ont lieu le 17 avril 1932 pour le fleuret féminin, le 14 février 1932 pour le fleuret masculin, le 24 avril 1932 pour le sabre et le 29 mai 1932 pour l'épée à Budapest. Ce sont les vingt-huitièmes championnats d'escrime en Hongrie. Ils sont organisés par la MVSz.

## Classements
| Épreuves          | Or                           | Argent                             | Bronze                          |
| ----------------- | ---------------------------- | ---------------------------------- | ------------------------------- |
| Fleuret           |                              |                                    |                                 |
| Hommes individuel | Ottó Hatz Honvéd Tiszti VC   | József Hatz MAC                    | Jenő Borovszky Honvéd Tiszti VC |
| Femmes individuel | Erna Bogen BEAC              | Margit Dany MAC                    | Katalin Horváth Santelli iskola |
| Sabre             |                              |                                    |                                 |
| Hommes individuel | György Piller MAC            | Endre Kabos Tisza István VC        | Ernő Nagy MAC                   |
| Epée              |                              |                                    |                                 |
| Hommes individuel | Gyula Timár Honvéd Tiszti VC | Gusztáv Kalniczky Honvéd Tiszti VC | György Piller MAC               |